# Eudrepanulatrix erubescens
Eudrepanulatrix erubescens är en fjärilsart som beskrevs av W. Warren 1904. Eudrepanulatrix erubescens ingår i släktet Eudrepanulatrix och familjen mätare. Inga underarter finns listade i Catalogue of Life.